# プラザイースト

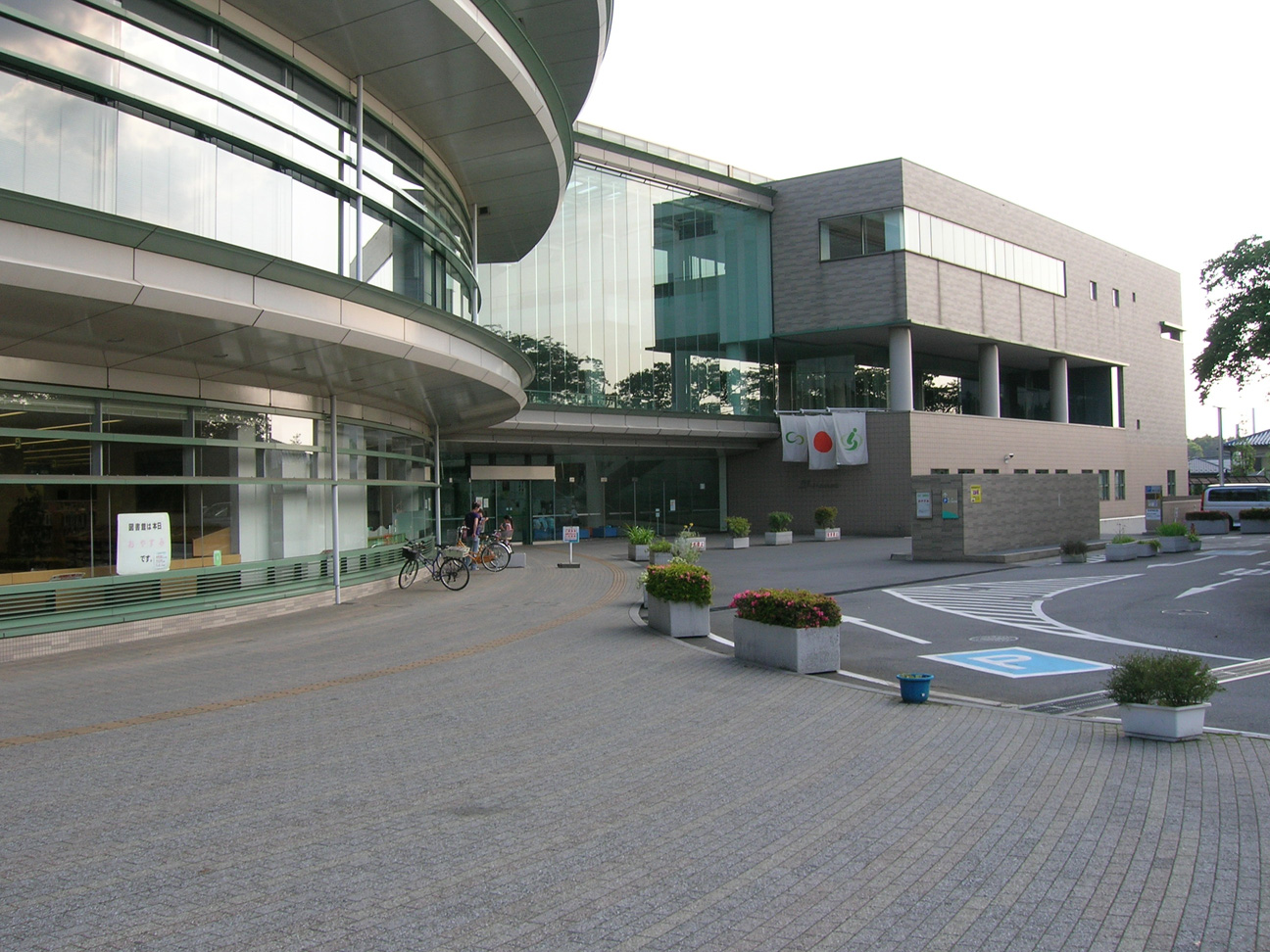
プラザイースト

プラザイーストは、埼玉県さいたま市緑区中尾にある公共施設。ホールや多目的室、さいたま市立東浦和図書館などが入る複合施設である。浦和東部の地域拠点施設となっている。

## 概要
旧浦和市時代に人口の急増する市内東部（現緑区エリア）に地域拠点施設となる複合施設を建設することとなり、当地に建設された。市内にある同様の複合施設（プラザウエストなど）はさいたま市誕生後に区役所と一体化して建設されたが、プラザイーストは合併以前だったため、緑区役所は入居していない。ただし、100mほど西の至近距離に緑区役所が建設された。1階の東側にはさいたま市立東浦和図書館（完成時には浦和市立東浦和図書館）が入居している。南側に田島大牧線が整備中であり、完成すると一直線で浦和駅から結ばれる。男女共同参画を推進するための施設として、「女・男（ひと・ひと）プラザ」が入居していたが、シーノ大宮に入居しているさいたま市男女共同参画推進センター「パートナーシップさいたま」およびさいたま市子ども家庭総合センター「あいぱれっと」に業務を移管するために、2018年3月31日に閉館となった。

## データ
- 開館日 - 1997年（平成9年）4月25日
- 構造 - 地下1階・地上3階
- 敷地面積 - 9,917．79平方メートル
- 延床面積 - 15,946．31平方メートル

## 施設
- 1階 - ホール（402席）・東浦和図書館
- 2階 - 多目的ルーム（341㎡、教室形式：216名、椅子のみ：308名）・第1・2展示室・映像シアター・第1～3リハーサル室・音楽スタジオ
- 3階 - フィットネスルーム・第1～3和室・茶室・特別会議室・第1～8セミナールーム・キッチンスタジオ・アトリエ絵画・アトリエ陶芸・アトリエ造形・アトリエ映像

## アクセス
- JR京浜東北線・宇都宮線・高崎線・湘南新宿ライン・上野東京ライン浦和駅東口1番乗り場からバスで約20分「緑区役所入口」下車。
- JR武蔵野線東浦和駅4番乗り場からバスで「浅間下経由浦和駅東口」行き、「緑区役所」行き、いずれも約10分「緑区役所入口」か「プラザイースト南」下車。

## 所在地
- 埼玉県さいたま市緑区中尾1440-8